# Gianluca Bezzina
Gianluca Bezzina (Qrendi, 1989. november 9. –) máltai sebész és mellékállású énekes. Ő képviselte Máltát a 2013-as Eurovíziós Dalfesztiválon a Tomorrow című dalával.

## Biográfia
1989. november 9-én született a délnyugati-máltai Qrendiben. A család hét gyermeke közül ő a harmadik. Zenei karrierjét hétévesen kezdte, amikor megtanult zongorázni a Máltai Gyermekkórusban. A Funk Initiative együttes frontembere, amely eddig három dallal büszkélkedhet, melyek közül egyet a helyi rádiók is előszeretettel játszottak. 2012 júliusa óta műtősorvosként tevékenykedik.
2013-ban megnyerte a máltai nemzeti válogatót, ezzel ő képviselheti országát a 2013-as Eurovíziós Dalfesztiválon. Tomorrow című versenydalát először május 16-án, a második elődöntőben, majd május 18-án, a döntőben énekelte el, ahol a nyolcadik helyen végzett.
2014-ben újra jelentkezett a soron következő 2015-ös Eurovíziós Dalfesztivál máltai nemzeti döntőjébe, ezúttal öt testvérével együtt. A L-Aħwa nevű formáció a Beautiful to Me című dalt adja elő először 2014. november 21-én, a máltai válogató elődöntőjében.